# او-۵۸۷
زیردریایی یو-۵۸۷ (به انگلیسی: German submarine U-587) یک زیردریایی بود که طول آن ۶۷٫۱ متر (۲۲۰ فوت ۲ اینچ) بود. این زیردریایی در سال ۱۹۴۱ ساخته شد.